# Franz Kaiser
| Odkryte planetoidy: 21 | Odkryte planetoidy: 21 |
| ---------------------- | ---------------------- |
| (717) Wisibada         | 26 sierpnia 1911       |
| (720) Bohlinia         | 18 października 1911   |
| (721) Tabora           | 18 października 1911   |
| (738) Alagasta         | 7 stycznia 1913        |
| (742) Edisona          | 23 lutego 1913         |
| (743) Eugenisis        | 25 lutego 1913         |
| (745) Mauritia         | 1 marca 1913           |
| (746) Marlu            | 1 marca 1913           |
| (759) Vinifera         | 26 sierpnia 1913       |
| (760) Massinga         | 28 sierpnia 1913       |
| (761) Brendelia        | 8 września 1913        |
| (763) Cupido           | 25 września 1913       |
| (764) Gedania          | 26 września 1913       |
| (765) Mattiaca         | 26 września 1913       |
| (766) Moguntia         | 29 września 1913       |
| (773) Irmintraud       | 22 grudnia 1913        |
| (777) Gutemberga       | 24 stycznia 1914       |
| (778) Theobalda        | 25 stycznia 1914       |
| (786) Bredichina       | 20 kwietnia 1914       |
| (788) Hohensteina      | 28 kwietnia 1914       |
| (1265) Schweikarda     | 18 października 1911   |

Franz Kaiser (ur. 1891 w Wiesbaden, zm. w 1962) – niemiecki astronom.
Pracował w Landessternwarte Heidelberg-Königstuhl w Heidelbergu od 1911 do 1914 roku. Odkrył 21 planetoid.
Jedną z planetoid nazwano jego imieniem – (3183) Franzkaiser.